# Crossipalpus
Crossipalpus är ett släkte av spindeldjur. Crossipalpus ingår i familjen Tenuipalpidae.
Kladogram enligt Catalogue of Life:
| Crossipalpus | \| \| Crossipalpus muellerianae \| \| \| \| \| \| Crossipalpus verticillatae \| \| \| \| |
|              | \| \| Crossipalpus muellerianae \| \| \| \| \| \| Crossipalpus verticillatae \| \| \| \| |
|              | Crossipalpus muellerianae                                                                |
|              |                                                                                          |
|              | Crossipalpus verticillatae                                                               |
|              |                                                                                          |